# Байкал, Дениз
Дениз Байкал (тур. Deniz Baykal; 20 июля 1938, Анталья — 11 февраля 2023, Анкара) — турецкий политик.

## Биография
Родился в Анталье. Окончил юридический факультет Анкарского университета. Учился в Калифорнийском университете в Беркли и Колумбийском университете. В 1963 году получил учёную степень доктора философии в университете Анкары. Преподавал там же до 1973 года.
Привлёк к себе внимание лидеров Республиканской народной партии, написав статью, в которой анализировались причины поражения партии на выборах 1965 года. В 1973 году был избран членом Великого национального собрания от республиканской народной партии.
В 1974 году — министр финансов, в 1978—1979 годах занимал должность министра энергетики и природных ресурсов. После государственного переворота 1980 года был арестован и содержался в тюрьме, также ему на 5 лет было запрещено заниматься политической и военной деятельностью.
Как старейший депутат Великого национального собрания Турции, в 2015 году дважды становился исполняющим обязанности спикера парламента.
Старейший избранный депутат 2018 года.